# Cordylite-(Ce)
La cordylite-(Ce) è un minerale.